# Culo (bài hát)
"Culo" là một ca khúc của nam ca sĩ nhạc rap người Mỹ gốc Cuba Pitbull hợp tác với Lil Jon. Đây là đĩa đơn đầu tiên trong album phòng thu đầu tay của Pibull, M.I.A.M.I.. "Culo" có sử dụng một phần giai điệu từ một ca khúc nổi tiếng của Nina Sky hợp tác với Jabba, "Move Ya Body". "Culo" đã lọt vào bảng xếp hạng Hot R&B/Hip-Hop Songs tại vị trí #45, và vị trí #11 trên bảng xếp hạng Hot Rap Tracks. Bản phối khí chính thức của ca khúc có sự góp giọng của Lil Jon và Ivy Queen.

## Xếp hạng
| Bảng xếp hạng (2004)                 | Vị trí cao nhất |
| ------------------------------------ | --------------- |
| US Billboard Hot 100                 | 32              |
| US Hot R&B/Hip-Hop Songs (Billboard) | 45              |
| US Rap Songs (Billboard)             | 11              |
| US Radio Songs                       | 30              |